# Gita Sarabhai
Gita (ou Geeta) Sarabhai Mayor, née en 1922 à Ahmedabad et morte le 11 mars 2011 dans la même ville, est une musicienne et chanteuse indienne.
Musicienne talentueuse, mécène respectée, elle est probablement la première femme joueuse de pakhawaj (ou mridang), cet instrument de musique traditionnel de l'Inde. 
Elle a activement participé à favoriser des échanges entre la musique indienne et la musique occidentale. Elle est notamment connue pour avoir apporté New York à Ahmedabad: lors d'un séjour d'étude à New York, elle a enseigné la musique et la philosophie indiennes au compositeur expérimental John Cage, en échange d'un cours sur la théorie de la musique occidentale portant notamment sur le dodécaphonisme d'Arnold Schönberg.

## Biographie
Gita Sarabhai est la fille d'un grand industriel d'Ahmedabad, Ambalal Sarabhai (1890 – 1967), qui a joué un rôle clé dans la lutte pour l'Indépendance de l'Inde. En effet, c'est à Ahmedabad que le Mahatma Gandhi avait établi son premier Âshram. Ambalal Sarabhai a soutenu Gandhi dès 1916, en lui apportant notamment une aide financière.
Durant huit ans, Gita Sarabhai étudie le chant Hindoustani, les percussions et la théorie musicale. Elle apprend à jouer du pakhawaj avec les maîtres Govindrao Burhanpurkar, Kumari Chitrangana et Kumari Poorva Naresh. Cependant, elle s'inquiète de l'ascendant de plus en plus écrasant exercé par la musique occidentale sur la musique traditionnelle de son pays et souhaite mieux comprendre la tradition musicale occidentale afin d'avoir une meilleure appréhension de son influence.
En 1946, Gita Sarabhai se rend à New York en vue d'étudier la musique occidentale. Par l'entremise d'Isamu Noguchi, elle rencontre le compositeur d'avant-garde John Cage, alors en plein marasme personnel. Dans sa "Conférence sur rien", Cage a raconté cet épisode:
"Et puis, Gita Sarabhai arriva d'Inde à point nommé. Elle s'intéressait à l'influence de la musique occidentale sur la musique indienne traditionnelle, et elle avait décidé d'étudier la musique occidentale pendant 6 mois avec divers professeurs puis de retourner en Inde pour faire ce qu'elle pourrait afin de préserver les traditions indiennes. Elle étudiait la musique contemporaine et le contrepoint avec moi. Elle me dit: "Combien demandez-vous?" Je dis: "Ce sera gratuit si vous m'enseignez la musique indienne." Nous nous rencontrions presque chaque jour. À la fin des six mois, juste avant de repartir, elle me donna 
L'Enseignement de Sri Râmakrishna. Il me fallut une année pour le lire jusqu'au bout". Extrêmement fructueux pour les deux artistes, cet échange va considérablement marquer la carrière de Cage et, par extension, l'histoire de la musique d'avant-garde occidentale. Sarabhai et Cage nouent une véritable amitié, d'autant plus qu'ils partagent la même conception de la musique: Cage veut éliminer l'expression personnelle en musique et Sarabhai a appris de son maître indien que la musique n'est pas une activité consciente mais est donnée à quelqu'un apte à la recevoir. Au-delà de l'apport immense de la philosophie indienne sur le plan personnel, puisqu'elle remplacera une psychanalyse, Cage fera fructifier cet enseignement dans son œuvre, notamment dans ses Sonates et Interludes (1946-1948) pour piano préparé.
À la suite de cela, Cage et son compagnon, le chorégraphe Merce Cunningham, conservent un lien fort avec Gita Sarabhai: ainsi la Cunningham Dance Company sera invitée à se produire à Ahmedabad lors de sa grande tournée mondiale en 1964.
Mais Gita Sarabhai a surtout été une grande musicienne ayant une connaissance très fine de la musique traditionnelle de son pays, qu'elle a œuvré à préserver. Parmi nombre des initiatives qu'elle a financées, elle a notamment introduit la grande légende du pakhawaj, son maître Govindrao Burhanpurkar, à Ahmedabad, contribuant de manière décisive à sa renommée.
En 1949, Gita Sarabhai fonde le Sangeet Kendra à Ahmedabad, structure ayant pour mission de documenter la tradition musicale classique et populaire indienne et d'œuvrer à sa diffusion.

## Citations
"En Inde, si ce que tu veux c'est un public, m'a dit Gita Sarabhai, tout ce qu'il te faut c'est une ou deux personnes" John Cage, A Year from Monday.
"I determined to give up composition unless I could ﬁnd a better reason for doing it other than communication. I found this answer from Gita Sarabhai, an Indian singer and tabla player: The purpose of music is to sober and quiet the mind, thus making it susceptible to divine inﬂuences.", John Cage, An Autobiographical Statement, texte de conférence, Southern Methodist University, Dallas. TX, 17 avril 1990.